# Rodney Gordon

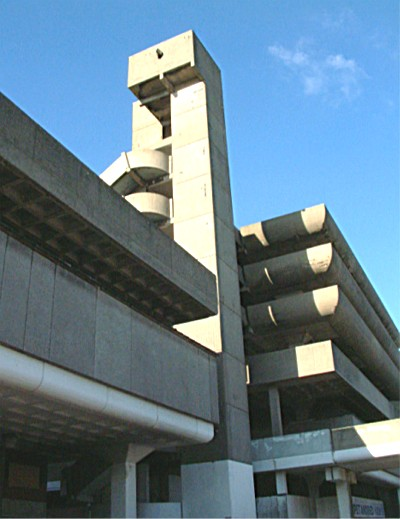
Tricorn Centre.

Rodney Gordon, född 2 februari 1933, död 30 maj 2008, var en kontroversiell brutalistisk brittisk arkitekt. Han var en av de ledande för brutalismen och hade liksom sin kompanjon Owen Luder en förkärlek för skulpturala betongbyggnader. Gordon byggnader beskrevs som  "dramatiska, skulpturala och enorma" samt som "futuristiska". Hans storhetstid var under 1960- och 1970-talet då han skapade en rad storslagna byggnadskomplex tillsammans med Luder. Bland annat Eros House och Tricorn Centre. 

## Karriär
Gordon blev färdig arkitekt 1957 och började sitt yrkesliv som kommunalanställd arkitekt i London. Två år senare, 1959, presenterades han för Owen Luder och de kom att arbeta tillsammans under hela 1960-talet. Deras första gemensamma arbete var Eros House. Under 1970-talet skapade Gordon ett nytt arkitektkontor och fortsatte arbeta som arkitekt fram till 1979.